# Decolon
Établissements M. Decolon war ein französischer Hersteller von Automobilen.

## Unternehmensgeschichte
Das Unternehmen aus Champigny-sur-Marne stellte Rahmen für Mopeds und Motorräder her. 1955 wurde ein Kleinstwagen mit dem Markennamen PB präsentiert. Das Nachfolgemodell erschien 1957 und erhielt den Markennamen Decolon. 1957 endete die Produktion. Insgesamt entstanden nur wenige Fahrzeuge. Eine Quelle nennt den vergleichsweise hohen Preis als Grund für den geringen Verkaufserfolg.

## Fahrzeuge
Das erste Modell war ein Dreirad, bei dem sich das einzelne Rad hinten befand. Für den Antrieb sorgte ein Einzylinder-Zweitaktmotor von Ydral mit 175 cm³ Hubraum und 8 PS Leistung. Die offene, türlose Karosserie bot zwei Personen nebeneinander Platz. Die Höchstgeschwindigkeit war mit 80 km/h angegeben, und das Leergewicht mit 175 kg. Das Fahrzeug war 265 cm lang, 138 cm breit und 115 cm hoch. Der Neupreis betrug im Oktober 1955 zwischen 200.000 und 230.000 Französische Franc.
Das nächste Modell war eine Weiterentwicklung. Für den Antrieb standen nun zwei Motoren zur Auswahl: Ein Einzylindermotor von Ydral mit 125 cm³ Hubraum und 5 PS Leistung sowie ein Motor mit 175 cm³ Hubraum und 10 PS Leistung.